# Ringwalheuvel

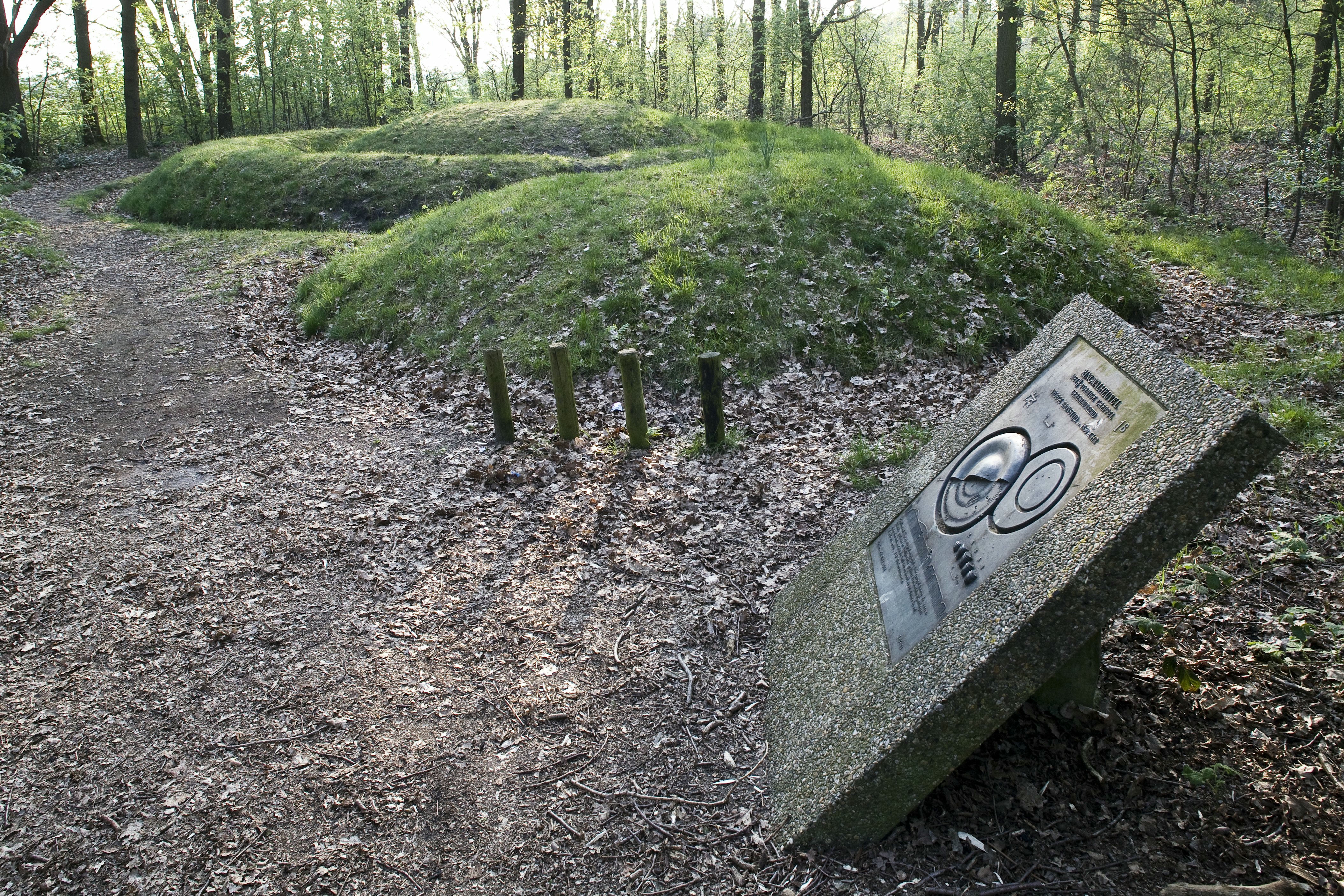
Een van de gerestaureerde grafheuvels bij Toterfout uit de Midden-Bronstijd; deze ringwalheuvel is omgeven door een achtvormige greppel

Een ringwalheuvel is een type grafheuvel. Rond dit type grafheuvel ligt een greppel/gracht en deze is omgeven door een wal.
Een voorbeeld van een ringwalheuvel is de Zwarte Berg (ook wel Kabouterberg of Smousenberg genoemd) bij Hoogeloon.

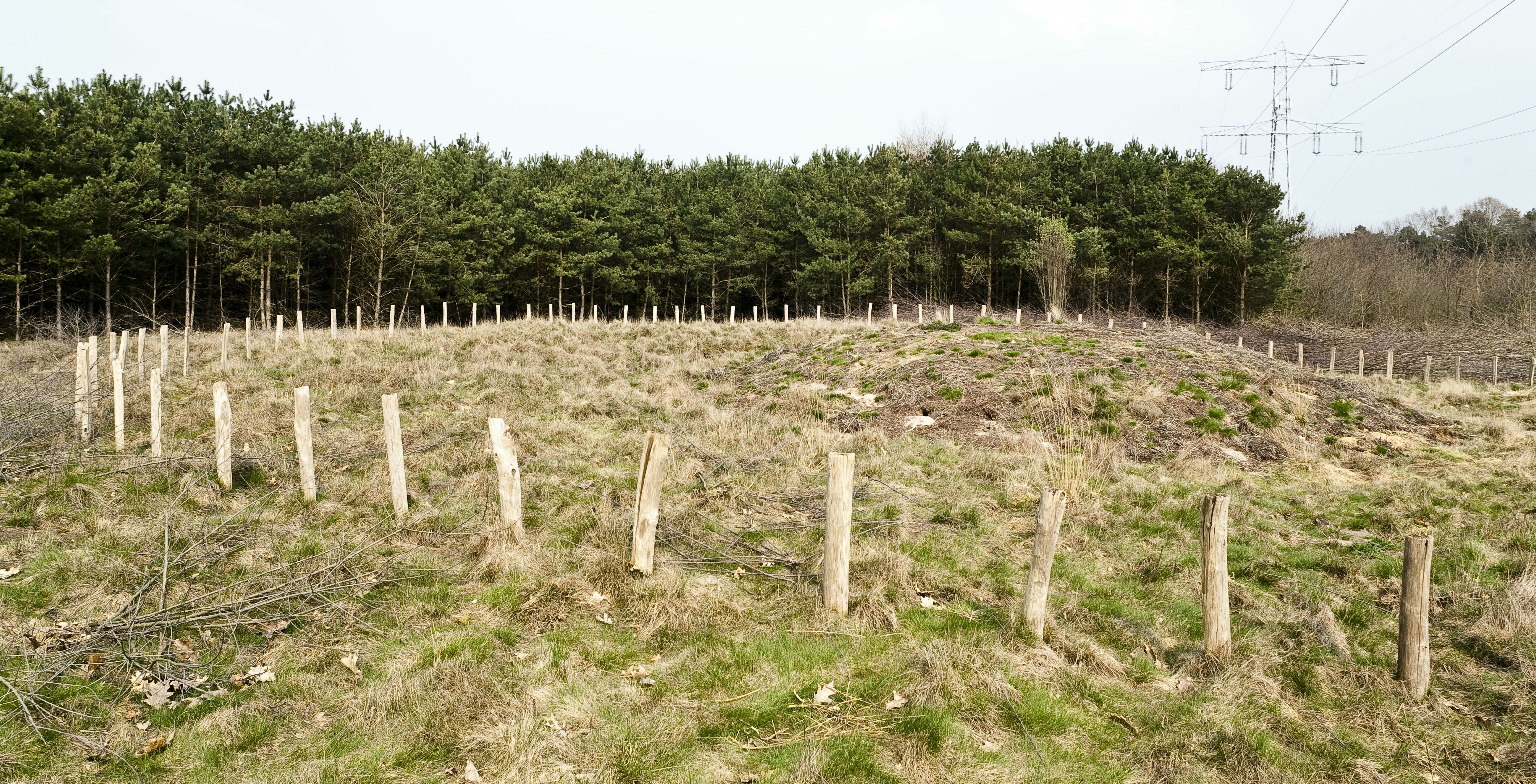
Zicht op de ringwalheuvel uit de Midden-Bronstijd bij Knegsel